# Daffy recruté
Pour plus de détails, voir Fiche technique et Distribution.
Daffy recruté (Draftee Daffy), aussi connu sous le nom de Daffy tire-au-flanc, est un court métrage d'animation de la série américaine Looney Tunes réalisé par Bob Clampett, produit par Eddie Selzer pour Warner Bros. Cartoons et sorti le 27 janvier 1945.

## Synopsis
Daffy apprend dans un journal que l'armée américaine a attaqué de front les forces arrières des Nazis, commence à chanter pour célébrer la victoire des États-Unis, mais son humeur change rapidement quand on l'appelle pour le prévenir que le « petit bonhomme du bureau de recrutement » veut le voir. Paniqué, le canard regarde autour de sa maison s'il n'y a personne mais, par la suite, voit l'homme du bureau de recrutement qui veut lui donner un télégramme (probablement sa lettre de conscription). Il tente par plusieurs moyens de le fuir, puis, finalement, s'envole sur une fusée qui le mène malgré lui en enfer. Daffy y rencontre un démon (vu de dos) et lui dit : « Oh, et puis après tout, je me suis débarrassé du bonhomme du bureau de recrutement ! ». Mais le démon, se révélant être le fameux bonhomme du bureau de recrutement, lui répond : « Oh, ma foi, je ne dirais pas ça ». Il pourchasse alors le canard, toujours la lettre de recrutement en main.

## Distribution

### Version originale
- Mel Blanc : Daffy Duck, bonhomme

### Version française
- Patrick Guillemin : Daffy Duck
- Patrice Dozier : Bonhomme

## Disponibilité
Daffy recruté est disponible dans le disque 4 du coffret DVD Looney Tunes Golden Collection: Volume 3, avec les commentaires optionnels d'Eddie Fitzergerald et John Kricfalusi.